# Edwin Denby (poeta)
Edwin Orr Denby (Tientsin, 4 febbraio 1903 – Searsmont, 12 luglio 1983) è stato un poeta e scrittore statunitense.
Sebbene avesse lavorato come critico di spettacoli di danza, soprattutto è noto per aver lavorato nel 1936 con Orson Welles alla traduzione e all'adattamento della commedia teatrale francese del 1851 di Eugène Labiche Un cappello di paglia di Firenze nella farsa Horse Eats Hat

## Biografia
Figlio di Charles Denby, Jr. e Martha Dalzell Orr, Edwin nacque il 4 febbraio 1903 a Tientsin, in Cina, dove il padre era stato nominato capo consigliere straniero da Yuan Shi Kai un anno prima. Suo nonno, Charles Harvey Denby, che aveva servito come ambasciatore degli Stati Uniti in Cina per tredici anni senza precedenti, morì quando egli aveva un anno.
Denby trascorse la sua infanzia prima a Shanghai e poi a Vienna, in Austria, dove suo padre fu console generale dal 1909 al 1915, prima di trasferirsi negli Stati Uniti nel 1916.
Studiò alla Hotchkiss School di  Lakeville, Connecticut, e frequentò l'Università di Harvard, a  Cambridge, Massachusetts, ma non si laureò. Frequentò anche lezioni presso l'Università di Vienna, prima di ottenere un diploma in ginnastica (con specializzazione in danza moderna) presso la scuola Hellerau-Laxenburg nel 1928.
Si esibì per diversi anni, in particolare con il  Teatro statale di Darmstadt e fu celebrato accanto a Claire Eckstein, ballerina e coreografa tedesca.
Alla ricerca di qualcuno che gli scattasse la foto del passaporto, incontrò il fotografo e regista Rudy Burckhardt in Svizzera nel 1934, e i due rimasero inseparabili per il resto della vita. L'anno seguente tornarono a New York City e affittarono un loft per diciotto dollari al mese in un edificio senza ascensore di cinque piani sulla West 21st Street a  Chelsea. L'amicizia di Denby con il pittore Willem de Kooning, che viveva al piano inferiore nell'edificio adiacente, iniziò poco dopo quando il gatto di questi, una sera, si presentò sulla scala antincendio fuori dalla finestra di Denby.

## Opere

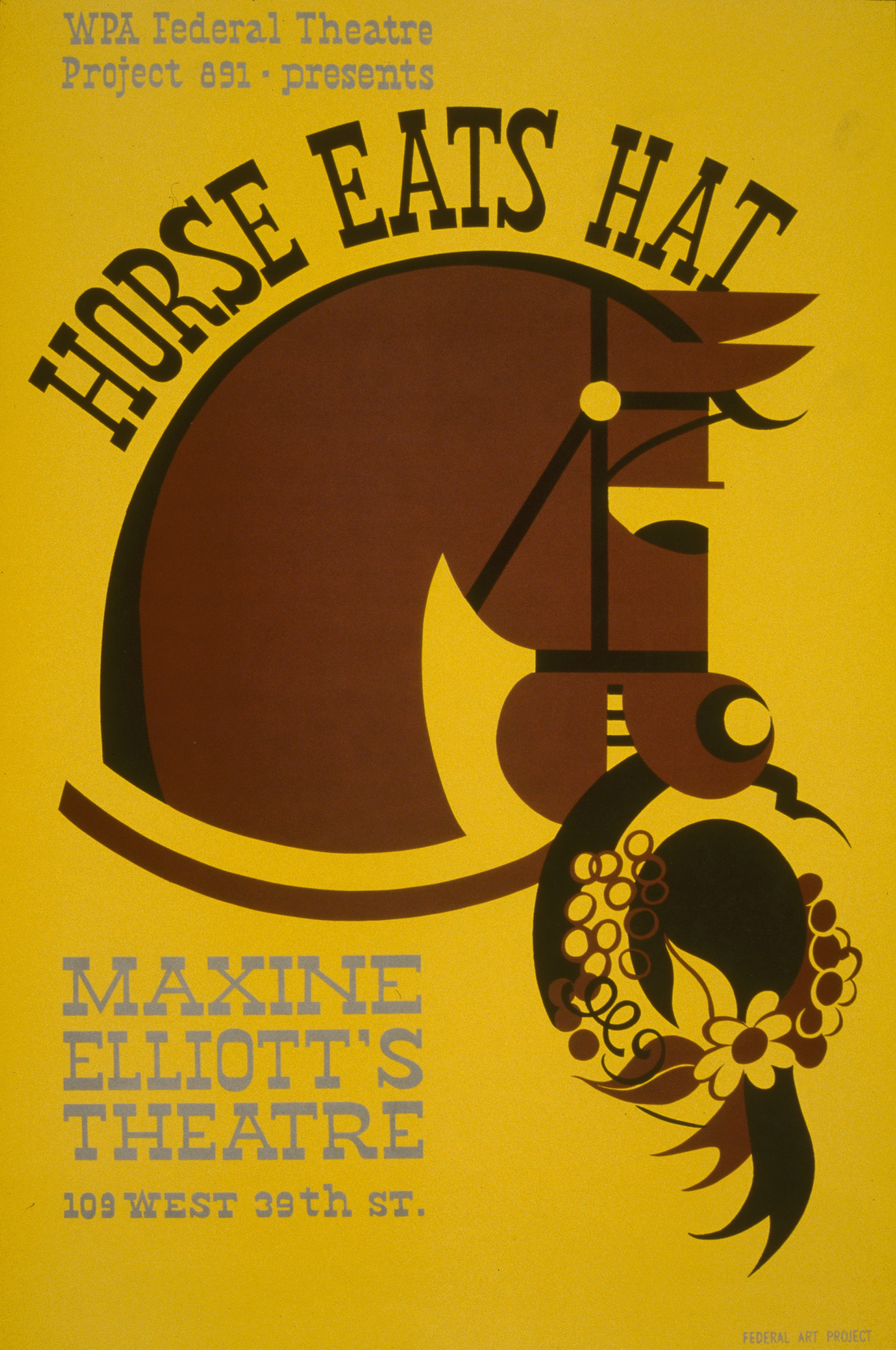
Poster di Horse Eats Hat al Maxine Elliott Theatre (1936)

Nel 1935 Orson Welles e John Houseman chiesero a Denby di aiutarli a tradurre e adattare Un cappello di paglia di Firenze di Eugene Labiche e Marc-Michel per Broadway. Il risultato, Horse Eats Hat, venne musicato da Paul Bowles ed eseguito dalla Federal Theatre Production della Works Progress Administration nel 1936.
Durante la sua vita, essendo dubbioso riguardo alla pubblicazione delle sue poesie, era conosciuto principalmente come critico di danza. Per volere di Aaron Copland e Virgil Thomson, iniziò a scrivere un articolo di danza per la rivista   Modern Music  nel 1936. Nel 1943, Thomson lo assunse per il  New York Herald Tribune .

## Guggenheim Fellowship
Nel 1948 venne conferito a Denby il Guggenheim Fellowship in poesia e critica alla danza.

## Morte ed eredità culturale
Il 12 luglio 1983, nella casa estiva mantenuta con Burckhardt a Searsmont Maine, si suicidò ingerendo una gran quantità di sonniferi; era malato e sempre più preoccupato per la perdita delle sue facoltà mentali.
Denby fu inserito nel  Mr. & Mrs. Cornelius Vanderbilt Whitney Hall of Fame del National Museum of Dance nel 2002.